# 魯本·伊萬·馬丁內斯
魯本·伊萬·馬丁內斯（西班牙語：Rubén Iván Martínez；1984年6月22日—）是一位西班牙足球運動員。在場上的位置是守門員。現效力於塞浦路斯甲組足球聯賽球隊AEK拉亞拿卡。他在2015年6月轉會萊萬特。